# Luci Manli Acidí (qüestor)
Luci Manli Acidí (en llatí: Lucius Manlius Acidinus) era un membre de la gens Mànlia que va ser qüestor l'any 168 aC.
Segurament és un dels dos joves que Titus Livi esmenta amb el mateix nom de Manli Acidí, dels quals un seria fill de Luci Manli Acidí i l'altre de Luci Manli Acidí Fulvià. Aquest qüestor seria el fill de Fulvià.